# آذان الصخلة
آذان الصخلة أو الينم أو الربلة واسمها العلمي (Plantago boissieri) وهي نبات حولي من الفصيلة الحملية وتنتشر في شبه الجزيرة العربية وغرب آسيا.